# Kanton Pissos
Pissos is een voormalig kanton van het Franse departement Landes. Het kanton maakte deel uit van het arrondissement Mont-de-Marsan.

## Gemeenten
Het kanton Pissos omvatte de volgende gemeenten:
- Belhade
- Liposthey
- Mano
- Moustey
- Pissos (hoofdplaats)
- Saugnacq-et-Muret